# Rancho Santa Fe
Rancho Santa Fe – jednostka osadnicza w Stanach Zjednoczonych, w stanie Kalifornia, w hrabstwie San Diego.